# Melvin Patton
Melvin Emery „Mel“ Patton (16. listopadu 1924 Los Angeles, Kalifornie – 9. května 2014 Fallbrook Kalifornie) byl americký atlet, sprinter, olympijský vítěz v běhu na 200 metrů z roku 1948.

## Sportovní kariéra
Největších úspěchů dosáhl ve čtyřicátých letech 20. století, kdy studoval na University of Southern California. V roce 1947 vyrovnal Owensův světový rekord na 100 yardů časem 9,4, následující rok rekord zlepšil na 9,3. Na olympiádě v Londýně v roce 1948 zvítězil v běhu na 200 metrů a byl členem vítězné štafety USA na 4×100 metrů. V běhu na 100 metrů skončil ve finále pátý.